# Блокада Шумлы
Блокада Шумлы — военная операция по блокаде османского укреплённого города Шумла, предпринимавшаяся российской армией во время Русско-турецкой войны (1828—1829).
Авангардные бои при Базарджике и Кюстенджи в конце июня 1828 года подтвердили сведения о том, что в Шумле турки сосредоточили значительные силы, поэтому российским командованием было принято решение вместо наступления на Варну обезопасить себя со стороны этого укреплённого города и крепости. Приступать к осаде Варны было нельзя, так как флот еще не прибыл из-под Анапы, и не имелось осадной артиллерии, остававшейся в Браилове. Поэтому на военном совете в Енибазаре 7-го июля, на котором присутствовал Николай I, было решено двинуться к Шумле против армии сераскира, а отдельными отрядами Л. О. Рота и князя Меншикова — осадить Силистрию и Варну. Армия повернула на запад и после успешного боя при Буланлыке 9 июля подошла к Шумле.
Укрепления Шумлы состояли из главной ограды, земляных верков сильных профилей и нескольких редутов, расположенных в 1000-1500 шагах от главной ограды перед восточным фронтом. Вследствие недостатка сил, русское командование решило обложить крепость только с восточной стороны. Избранная блокадная линия имела около 10 верст длины (от д. Стражи до д. Мараш), а потому ее усилили 27 редутами. Вскоре выяснялось, что тесная блокада Шумлы невозможна, и турки постоянно получали подкрепления и провизию извне, с юга от крепости, поэтому русские отряды приступили к набегам в тыл противника для затруднения подвозов. С этой целью 17 июля и 3 августа отряд генерала Ф. В. Ридигера не совсем удачно действовал в направлении Эски-Стамбула и Костеша.
Сераскир Гуссейн-паша, убедившись в слабости русских сил, перешел в наступление и в ночь с 14-го на 15-е августа атаковал оба фланга укреплений блокадной линии. Турецкая пехота внезапно атаковала редут № 4, истребив в нем весь гарнизон (250 егерей) и захватив 6 орудий. На рассвете 15-го августа османская пехота с фронта и конница с фланга атаковали левый фланг у селения Мараш и уничтожили пехотный батальон (300 человек).
Хотя вылазка турок была отбита, П. Х. Витгенштейн, руководивший блокадой, решил отказаться от действий на сообщения Шумлы и стянул все силы в укрепления перед восточным фронтом. С конца августа блокада Шумлы превратилась в наблюдение за нею: с этого времени продовольствие в крепость доставлялось беспрепятственно, и турки высылали из Шумлы отряды к Варне и Силистрии, а конница их, выйдя из Шумлы, действовала на русские сообщения, весьма слабо обеспеченные войсками.
Сильная вылазка из Шумлы 27-го августа против центра русских укреплений, хотя и отбитая, а также расстройство армии от болезней, в том числе от чумы, побудили Витгенштейна в начале сентября оставить четыре редута на левом крыле 7-го корпуса.
С прибытием на ТВД Гвардейского корпуса и началом осады Варны по приказу Николая туда была выделена часть войск, а с остальными Витгенштейн остался под Шумлой с назначением прикрыть осаду Варны. Остатки двух корпусов оставались перед Шумлой до сдачи Варны 29 сентября. После этого дальнейшая блокада Шумлы становилась бесцельной, и 4-го октября она была снята. Войска 7-го корпуса выступили к Варне, а 3-го корпуса к Силистрии. Турки преследовали и в Дели-Орманском лесу, у Айдогды, 7-го октября атаковали арьергард 3-го корпуса, прикрывавший обоз.